# Gulzarilal Nanda
Gulzarilal Nanda – hindi: गुलजारीलाल नन्दा, Gulzārilāl Nandā – (født 4. juli 1898 i Sialkot, Punjab, død 15. januar 1998) var en indisk økonom og politiker med speciale inden for beskæftigelsesøkonomi og arbejderbevægelsen. Han fungerede i to tilfælde som midlertidig premierminister i Indien, i begge tilfælde i en periode på 13 dage.
Nandas første periode som premierminister indtraf, da han tiltrådte efter Jawaharlal Nehrus død i 1964, hvor han fungerede fra den 27. maj – 9. juni 1964 indtil han blev afløst af Lal Bahadur Shastri. Hans anden periode indtraf efter Shastris død den 11. januar 1966 og indtil han den 24. januar blev afløst af Indira Gandhi.
Nanda var medlem af Indian National Congress (Kongrespartiet), og han støttede Mahatma Gandhi's politiske og ideologiske principper.
Nanda havde mange tillidshverv i sin periode som politiker, deriblandt viceformand for Indian Planning Commission og en række ministerposter fra 1951 til 1966, deriblandt Minister for planning, Irrigation and Power, Minister for Labour, Employment and Planning og Minister for Home Affairs.